# Lycia uralaria
Lycia uralaria là một loài bướm đêm trong họ Geometridae.